# Оптическая звукозапись
Опти́ческая звукоза́пись — запись звуковых колебаний соответствующим изменением оптической плотности или отражательной способности носителя. В большинстве случаев понятие оптической звукозаписи используют применительно к регистрации звука фотографическим способом, получившим распространение благодаря звуковому кинематографу. В этом случае звук фиксируется с помощью света на движущейся светочувствительной киноплёнке, изменяющей свою оптическую плотность после лабораторной обработки. Такая технология в кинематографе иногда называется фотографи́ческая звукоза́пись или тонфи́льм. Использование для записи звука и изображения общего носителя исключает проблемы их синхронизации при демонстрации фильма. 

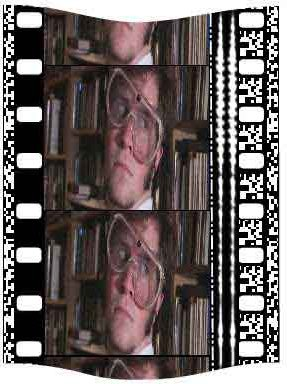
Совмещённая фильмокопия с цифровыми и аналоговой оптическими фонограммами

В дальнейшем аналоговая, а затем цифровая оптическая запись звука получила распространение в оптических дисках и некоторых музыкальных устройствах. При аналоговом способе производится непосредственная запись электрических колебаний звуковой частоты, а при цифровом — запись звуковых данных в виде прозрачных и непрозрачных участков, соответствующих двоичным битам. В настоящее время (2020 год) оптические способы звукозаписи полностью переведены на цифровую основу, став частью цифровой звукозаписи.

## История изобретения
Впервые модуляция света звуковыми колебаниями осуществлена в 1907 году немецким физиком Эрнстом Румером во время опытов с дуговым генератором Поульсена на основе электрической дуги. Пульсирующий ток звуковой частоты, подведённый к электродам дуги, заставляет излучаемый ею световой поток изменяться в соответствии с электрическими колебаниями. При этом, за счёт изменения температуры и давления в зоне пламени, кроме световых колебаний создаются звуковые, соответствующие подведённому сигналу, благодаря чему такая дуга получила название «говорящей».

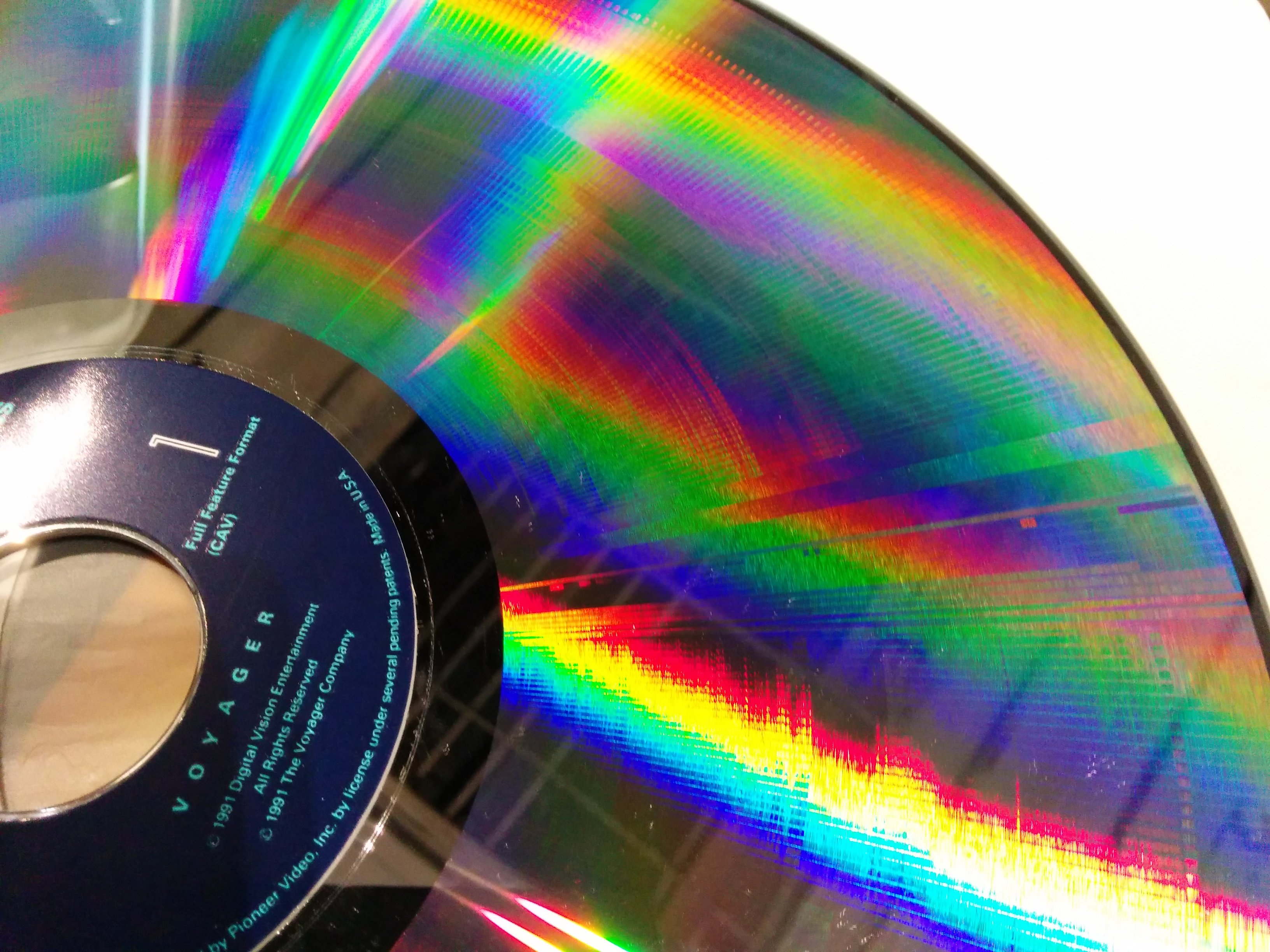
Лазердиск с оптической записью аналоговых звука и изображения

Передача звука при помощи модуляции света впервые нашла применение в корабельном беспроводном телеграфе. Первые эксперименты по передаче и записи человеческой речи оптическим способом осуществил американский физик Теодор Кейс. В 1914 году он создал лабораторию для изучения фотоэлектрических свойств различных материалов. Результатом исследований стало изобретение «Талофида» — серно-таллиевого фотосопротивления в виде вакуумной радиолампы. Открытие было сразу же использовано в сверхсекретной системе инфракрасной межкорабельной связи ВМС США, разработанной Кейсом совместно с ассистентом Эрлом Спонсэблом. Первые испытания, в которых принял участие Томас Эдисон, состоялись в штате Нью-Джерси и были признаны успешными. Система связи была принята на вооружение после окончания Первой мировой войны.
Одновременно с Кейсом аналогичную систему «Паллофотофон» разрабатывал Чарльз Хокси при софинансировании компании General Electric. Разработка также предназначалась для трансатлантической связи, но позднее была использована для звукозаписи и в звуковом кино под названием RCA Photophone. Звукозаписывающее устройство Хокси впервые позволило осуществить предварительную запись обращения президента США Калвина Кулиджа по радио. Несмотря на успехи оптических телеграфа и звукозаписи, они оказались менее удобны, чем радиосвязь и грамзапись. Основная область применения оптической звукозаписи связана со звуковым кино.
Первые системы, пригодные для записи фонограммы на киноплёнку, модулировали свет изменением накала нити электрической лампы. Такой принцип применил Ли де Форест в своей системе «Фонофильм Фореста», разработанной в 1922 году. Однако, из-за инерционности ламп накаливания качество записи было чрезвычайно низким. Более успешной оказалась разработка советского изобретателя Вадима Охотникова, который в 1929—1930 годах применил для записи специально сконструированную лампу накаливания с тонкой нитью. Благодаря её малой массе удалось записать частоты около 3—5 килогерц против 200—400 Герц, являющихся пределом для обычных ламп накаливания.
Именно по этой схеме производилась запись звука в фильмах «Слава мира» Владимира Вайнштока и Аркадия Кольцатого (1932), «Люблю ли тебя?» Сергея Герасимова (1934) и «Переворот».
Более выгодную частотную характеристику обеспечивали газосветные лампы. Впервые такая технология появилась в 1919 году в немецкой системе «Триэргон», но использование нестандартной киноплёнки не позволило ей получить распространения.
Позднее успеха достиг Кейс, применив разработку в стандарте «Мувитон», права на который в 1926 году приобрела студия «XX век Фокс». Лампа, специально созданная в лабораториях Кейса для записи звуковой дорожки, получила название англ. AEO-light. Эксплуатация первых систем звукового кино показала, что модуляция света изменением накала лампы непригодна для получения качественной фонограммы. В результате появились новые технологии, основанные на использовании промежуточного модулятора: американская Western Electric и советский «Тагефон», разработанный Павлом Тагером.
Последний в 1926—1928 годах разработал и впервые применил поляризационный модулятор света.
Система «Тагефон» использована во время съёмки первого советского звукового художественного фильма «Путёвка в жизнь».

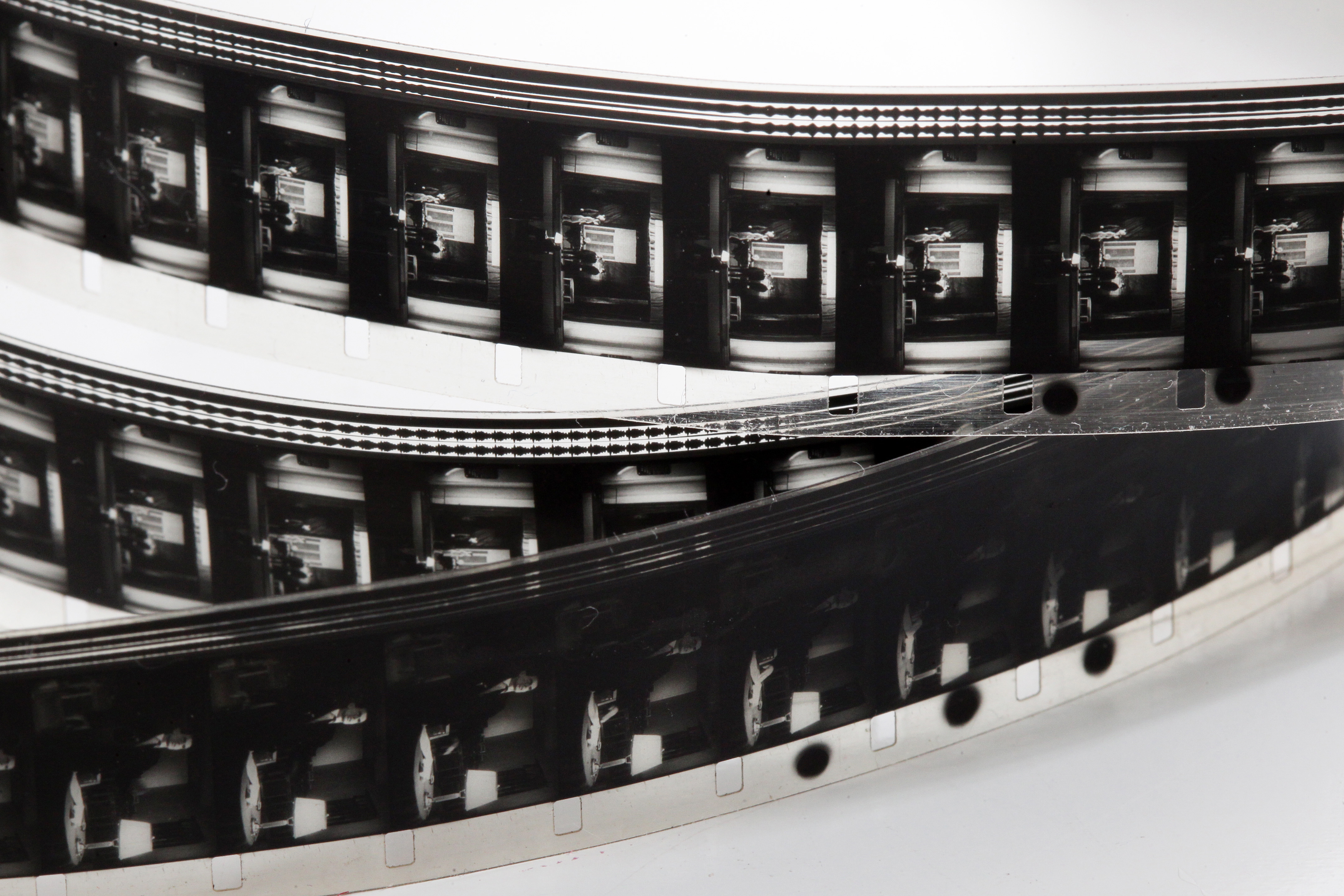
Звуковая фильмокопия с оптической фонограммой на 16-мм киноплёнке

В 1923 году датчане Аксель Петерсен и Арнольд Поульсен продемонстрировали свою систему, в которой звук записывался на отдельной синхронизированной киноплёнке дорожкой переменной ширины. Коммерческое использование такого способа записи началось на совмещённой фонограмме в американской технологии RCA Photophone, разработанной в 1929 году. В СССР модуляция света длиной штриха была осуществлена в 1926—1928 годах Александром Шориным. Для этого он использовал струнный гальванометр в масляной ванне, которая предотвращает механический резонанс модулятора.
Нить гальванометра располагается так, чтобы при нулевом значении сигнала была освещена ровно половина ширины записывающего штриха. Фотографическая запись звуковых колебаний на киноплёнку, или «тонфильм», в середине 1930-х годов получила распространение не только в кинематографе, но и в радиовещании, а также в музыкальной звукозаписи, составив серьёзную конкуренцию граммофонным методам. Принципиальным достоинством технологии было практически отсутствующее ограничение длительности первичной записи. В отличие от граммофонных дисков, пригодных лишь для коротких фонограмм, киноплёнка могла быть любой длины.
В 1940 году появилась первая в мире система многоканальной звукозаписи «Фантасаунд», основанная на оптическом методе. Трёхканальное звуковое сопровождение использовано в полнометражном мультфильме «Фантазия» студии Уолта Диснея. Распространению оптической технологии многоканального звука в музыкальном производстве после Второй мировой войны помешало появление магнитофона. Тем не менее, многодорожечный оптический звук, записанный на 35-мм и 70-мм киноплёнках, иногда использовался в качестве промежуточного носителя при подготовке высококачественных граммофонных релизов некоторых музыкантов. Так, в 1959 году компания Command Records при подготовке альбомов Дика Хаймена, Рэя Чарльза, Дока Северинсена и других, использовала первичную оптическую запись на киноплёнку. Грампластинки LP позиционировались, как записи для коллекции аудиофилов, и содержали фонограммы весьма высокого качества. Несмотря на это, из-за неудобств записи на киноплёнку, требующую лабораторной обработки, технология не получила распространения в музыкальном бизнесе.
Оптическая звукозапись аналогового звука в 1961 году была запатентована Дэвидом Греггом в качестве составной части стандарта Laserdisc. На одном из первых оптических дисков звук сохранялся в виде дорожки переменной ширины, которая при воспроизведении просвечивалась. В более позднем стандарте 1969 года использовался отражённый свет, а ещё через некоторое время аналоговая звуковая дорожка была заменена цифровой. Разработки, использованные для «Лазердиска», позднее стали основой для системы цифровой оптической звукозаписи Audio-CD.

## Оптические синтезаторы звука
Фотоэлектрический метод воспроизведения звука, лежащий в основе оптической звукозаписи, использовался также в первых музыкальных синтезаторах, разработка которых велась в 1930-х годах в СССР и позднее в США. Коллектив советских изобретателей задался целью создания принципиально новых звуков, недоступных существующим музыкальным инструментам. Добивались этого, «рисуя» оптическую дорожку на киноплёнке светом при помощи различных приспособлений. Конструктор Евгений Шолпо разработал оптический синтезатор «Вариофон», создающий при помощи набора механических световых модуляторов не только единичные музыкальные тона, но и целые аккорды. Полученные звуки могли фиксироваться на киноплёнке.
«Виброэкспонатор» Бориса Янковского генерировал на киноплёнке рисунки, воспроизводившиеся с произвольным тембром. Николай Воинов для создания оптической музыки сконструировал «Нивотон» для разметки «оптических гребёнок», переснимавшихся на оптическую дорожку методами мультипликации. Из-за использованного материала шаблонов его фонограмма к фильму «Вор» в титрах названа «бумажным звуком». Созданные такими способами звуковые дорожки воспроизводились таким же образом, как и в звукоблоке кинопроектора. Идея Арсения Авраамова, предложившего превращать звук в картины с помощью прибора «Метаморфон», так и не была реализована, как и его же проект оптического синтезатора человеческой речи. Записанный им в лаборатории НИКФИ «орнаментальный звук» на 2000 метрах киноплёнки был уничтожен в результате нелепого стечения обстоятельств.
Американской компанией Mattel в 1970-х годах по такому же принципу был создан оптический орган «Optigan», синтезирующий звук с кольцевых оптических дорожек прозрачного вращающегося диска диаметром 12 дюймов. Дорожки содержали оптическую запись разных тонов звука, соответствующих клавишам инструмента. Нажатие каждой клавиши запускало воспроизведение определённой дорожки фотоэлектрическим способом при помощи лампы и фотодиодов. В комплект аппарата входило несколько дисков с записями разных тембров звучания.

## Технология фотографической звукозаписи

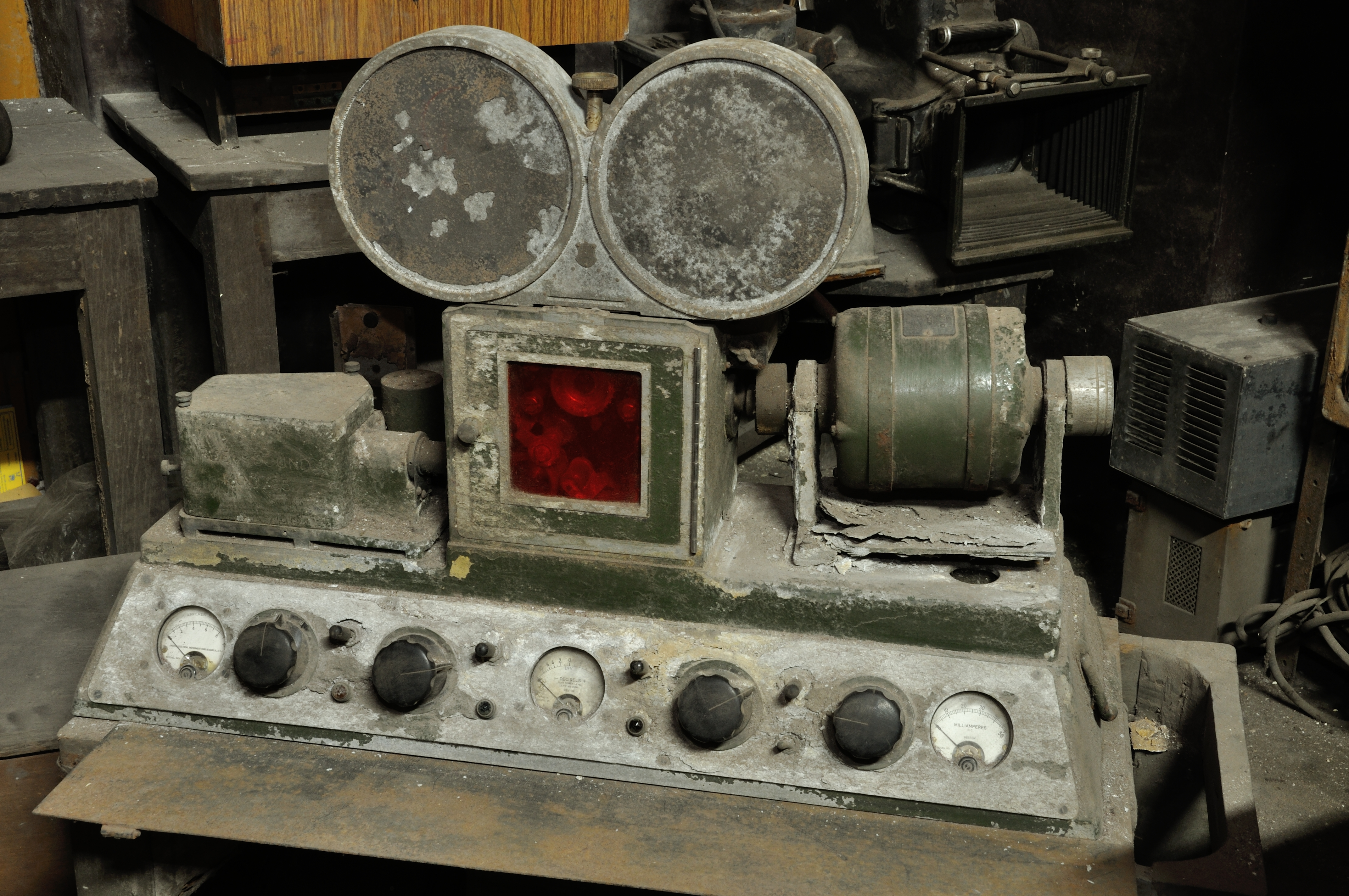
Аппарат оптической звукозаписи на киноплёнку

Основой для приборов фотографической звукозаписи служит светомодулирующее устройство, которое выполняет две функции: формирование пишущего штриха на поверхности киноплёнки и изменение одного из его параметров в соответствии с записываемым звуковым сигналом. На протяжении большей части истории оптической звукозаписи использовались электромеханические модуляторы разных типов, обладающие естественными ограничениями амплитудно-частотной характеристики вследствие резонанса. В современных устройствах применяются электрооптические модуляторы на основе лазера.
Сам звукозаписывающий аппарат представляет собой светонепроницаемую камеру, в которой с помощью лентопротяжного механизма мимо светового штриха шириной 6 микрон движется светочувствительная киноплёнка. В отличие от киносъёмочного аппарата, в котором плёнка движется прерывисто, в аппаратуре оптической звукозаписи используется её равномерное движение, скорость которого совпадает со средней скоростью движения в кинокамере.  
Синхронизация достигается совпадением частоты вращения зубчатых барабанов аппаратов для съёмки и звукозаписи. При стандартной частоте съёмки звукового кино 24 кадра в секунду скорость перемещения 35-мм киноплёнки мимо светового штриха составляет 45,6 сантиметров в секунду. Для 16-мм киноплёнки этот же параметр составляет 18,3 сантиметров в секунду. Запись звуковых колебаний может производиться изменением яркости или ширины пишущего штриха. 

Аналоговые оптические фонограммы переменной плотности (слева) и переменной ширины (справа)

Фонограмма переменной плотности (или интенсивная фонограмма) получается экспонированием фотоэмульсии светом переменной интенсивности. В результате на киноплёнке получается фонограмма с переменной оптической плотностью. К преимуществу такого способа записи относят более широкую полосу частот, однако динамический диапазон фонограммы переменной плотности меньше аналогичного параметра фонограммы переменной ширины. В современном кино фонограммы переменной плотности не используются в связи с трудностями их тиражирования.
Фонограмма переменной ширины (или поперечная фонограмма) получается при изменении длины пишущего светового штриха. Различают однодорожечную и многодорожечную фонограммы переменной ширины. Последние состоят не из одной, а из нескольких дорожек, ширина которых изменяется синхронно и соответствует единственному каналу записи. В СССР, как и большинстве других стран, наибольшее распространение получила двухдорожечная монофоническая фонограмма переменной ширины, совпадающая по расположению со стереофонической двухканальной. Обе дорожки содержали информацию об одном и том же канале звукозаписи. В современном кинематографе однодорожечные фонограммы не используются вообще в связи с пониженной устойчивостью к неточностям юстировки оптического тракта звукочитающих устройств. Оптимальными считаются двухдорожечные фонограммы, получившие наиболее широкое распространение во всём мире.
Чтение фонограмм переменной ширины ничем не отличается от фонограмм переменной плотности, и осуществляется с помощью лампы накаливания или светодиода, а также оптической системы, формирующей изображение узкого звукочитающего штриха поперёк фонограммы. Из-за изменения светопропускания движущейся мимо штриха киноплёнки с фонограммой, интенсивность света, попадающего сквозь неё на фотоэлектрический датчик (несколько датчиков при многоканальной записи) изменяется в соответствии с записанными звуковыми колебаниями. В результате, фотоэлементом генерируется пульсирующий ток, амплитуда которого преобразуется усилителем звуковой частоты до уровня, необходимого для нормальной работы громкоговорителей. В кинематографе воспроизведение оптической фонограммы осуществляется звукочитающей системой (звукоблоком) кинопроектора. В последнее время широко используются звукочитающие системы с лазерным источником света.

## Заплывание фонограммы
В процессе производства и копирования оптической фонограммы неизбежно накопление искажений, связанных с так называемым заплыванием фонограммы («Доннер-эффект»). Причиной заплывания является появление области переменной оптической плотности («каймы») вокруг резких границ дорожки переменной ширины, которая должна представлять собой штриховое, а не полутоновое изображение. Заплывание приводит к появлению гармонических искажений и так называемых «шумов заплывания». Для уменьшения эффектов, связанных с заплыванием используется компенсационный режим записи и копирования фотографической фонограммы, предусматривающий внесение предыскажений в записываемый сигнал и оптимизацию режимов копирования и фотографической обработки. Кроме того, подбирается оптимальная компенсационная плотность негатива фонограммы, обеспечивающая взаимную компенсацию заплывания негатива и позитива при печати фильмокопий. Многодорожечная фонограмма переменной ширины также снижает искажения заплывания. Один из способов уменьшения заплывания фонограммы, использовавшийся в чёрно-белых киноплёнках, предусматривал печать звуковой дорожки ультрафиолетовым излучением. На цветных киноплёнках в этих же целях фонограмма печаталась только в верхнем пурпурном слое через зелёный светофильтр. Таким способом сводилось к минимуму влияние светорассеяния в нижних эмульсионных слоях.

## Обесшумливание фонограмм
При изготовлении аналоговой оптической фонограммы к шумам электронного канала усиления добавляются шумы, образованные зерном киноплёнки, поскольку изображение фонограммы строится зернами металлического серебра. В процессе эксплуатации фильмокопии к зернистой структуре фонограммы добавляются механические повреждения подложки и эмульсии киноплёнки. Поэтому для улучшения отношения сигнал/шум при изготовлении фонограмм и печати фильмокопий применяются специальные мелкозернистые киноплёнки и специальные технологии обесшумливания. Последнее достигается искусственным сужением в звуковых паузах светлых участков позитива фонограммы, вызывающих наибольшее количество шумов. Практическое применение нашли два основных способа обесшумливания: с помощью заслонок и «смещением средней линии».
Однако, собственные шумы фонограммы на киноплёнке неизбежны и, в сочетании с относительно небольшой шириной дорожки звукозаписи, это накладывает строгие ограничения на максимальный динамический диапазон, составляющий для большинства аналоговых фотографических фонограмм не более 45—50 Дб. Поэтому, кроме оптического обесшумливания чаще всего используются различные системы компандерного шумоподавления, расширяющие динамический диапазон до 60 дБ. Цифровые оптические фонограммы обладают динамическим диапазоном, задаваемым при кодировании и не зависят от киноплёнки.

## Частотные характеристики
Частотный диапазон классической аналоговой фотографической фонограммы ограничен разрешающей способностью используемого фотоматериала и возможностями записывающего светомодулирующего устройства. Для аналоговой оптической фонограммы 35-мм фильмокопии, непрерывная скорость движения которой составляет 456 мм/сек, максимальная воспроизводимая частота не превышает 8—9 кГц. На современных киноплёнках частотный диапазон аналоговой оптической фонограммы не превышает 40 Гц — 10 кГц. Для 16-мм фильмов, скорость движения которых составляет 183 мм/сек, частотный диапазон ещё у́же: оптическая фонограмма таких фильмов не может воспроизводить звук с частотой больше 6—6,3 кГц. Улучшить частотные характеристики оптической фонограммы можно при её записи ультрафиолетовым излучением, которое рассеивается эмульсией в значительно меньшей степени, чем белый свет. Подобный эффект достигается использованием синего светофильтра перед пишущим штрихом. В современной аппаратуре оптической звукозаписи используются светомодуляторы на основе лазера, позволяющие довести частотный диапазон аналоговой 35-мм фонограммы до 16 кГц.
Значительное ухудшение частотных характеристик происходит при тиражировании фильмокопий путём контактной печати из-за взаимного проскальзывания негатива фонограммы и позитивной киноплёнки, имеющих разную степень усадки. Для уменьшения этого эффекта в кинокопировальных машинах применяются специальные компенсаторы проскальзывания.
При использовании цифровых фонограмм частотный диапазон не зависит от фотографических свойств киноплёнки, а определяется частотой дискретизации. Современные цифровые фонограммы, как правило, передают полосу частот от 20 Гц до 20 кГц.

## Преимущества и недостатки
Оптическая фонограмма получила наибольшее распространение в кинопоказе, так как не требует синхронизации изображения и звука, записанных на одном носителе. Кроме того, достигается бо́льшая долговечность, благодаря отсутствию размагничивания и отслоения, присущих магнитным фонограммам, получившим распространение в середине 1950-х годов. Недостатками аналоговых оптических фонограмм того времени были невысокий динамический диапазон, узкая полоса воспроизводимых частот и зависимость уровня гармонических искажений от фотографических свойств киноплёнки. Все эти недостатки устранены в современных цифровых фонограммах, пришедших на смену многодорожечным магнитным. Аналоговые оптические фонограммы современных стандартов Dolby также значительно превосходят по качеству классическую одноканальную фонограмму, позволяя записывать до 4-х каналов звука.
В настоящее время магнитные фонограммы на фильмокопиях не используются, полностью уступив место оптическим.